# Kirchenstraße 9 (München)

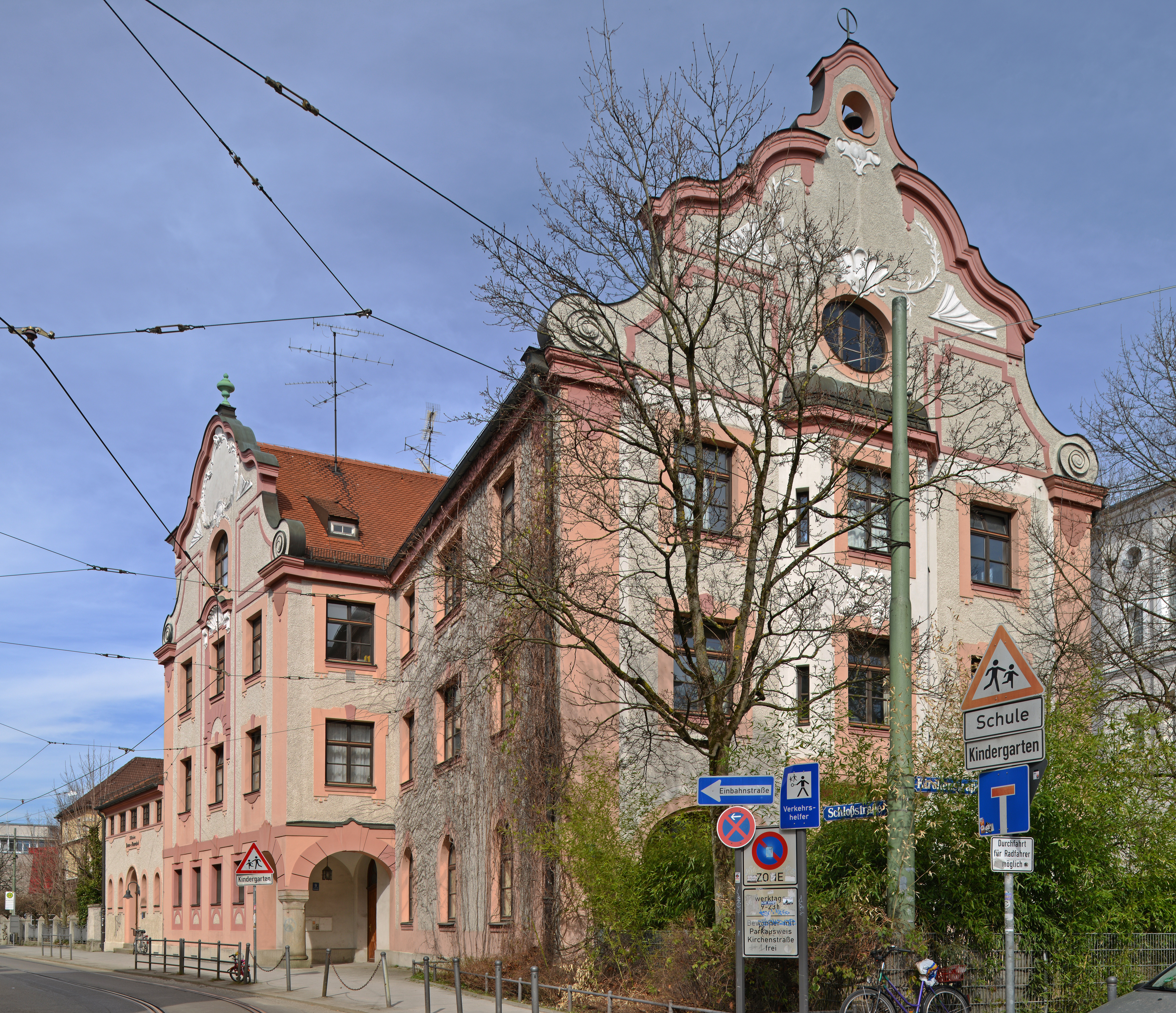
Haus Kirchenstraße 9 und Ecke Schloßstraße in München-Haidhausen

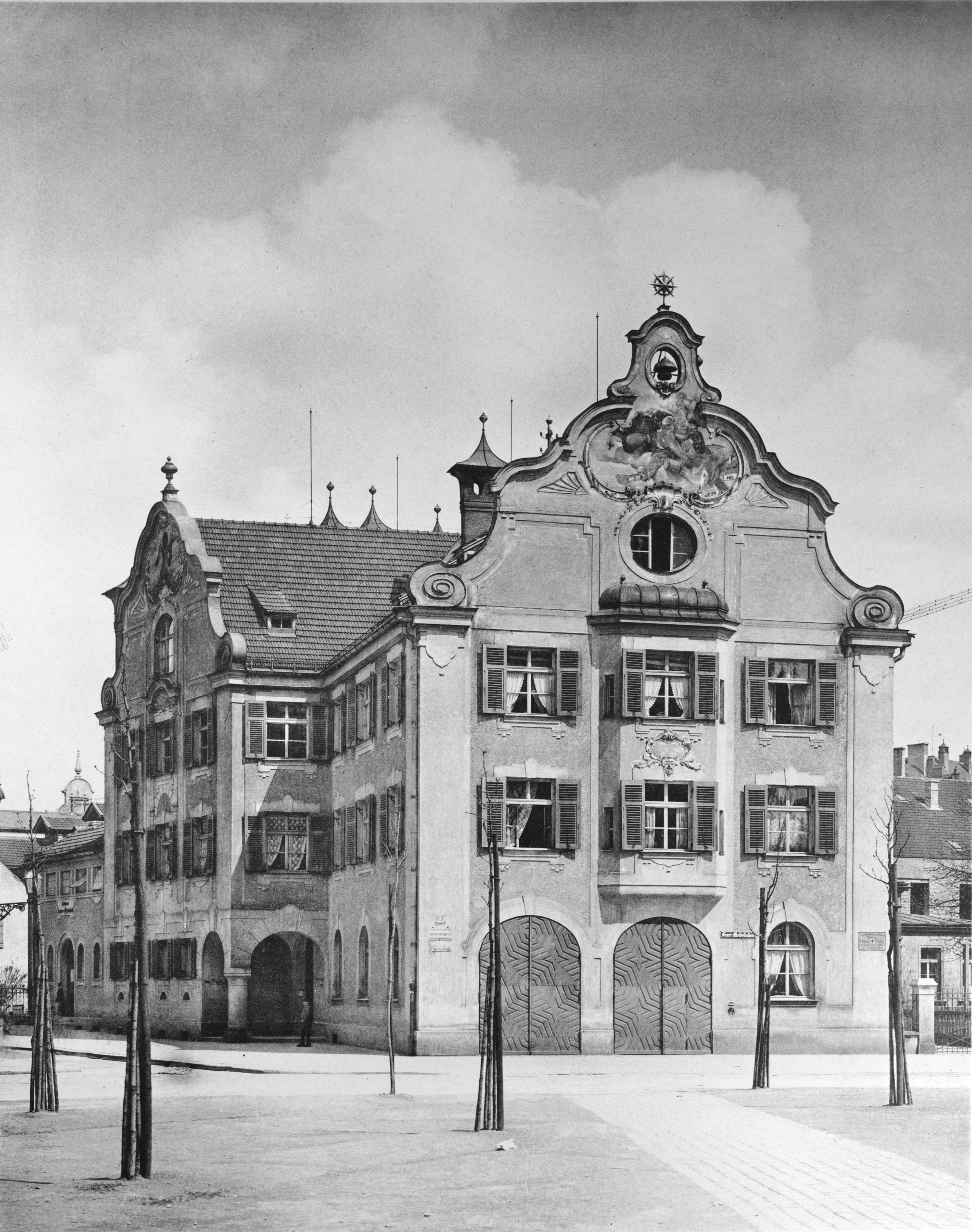
Wannen- und Brausebad mit integrierter Feuerwache, Bauzeitlich

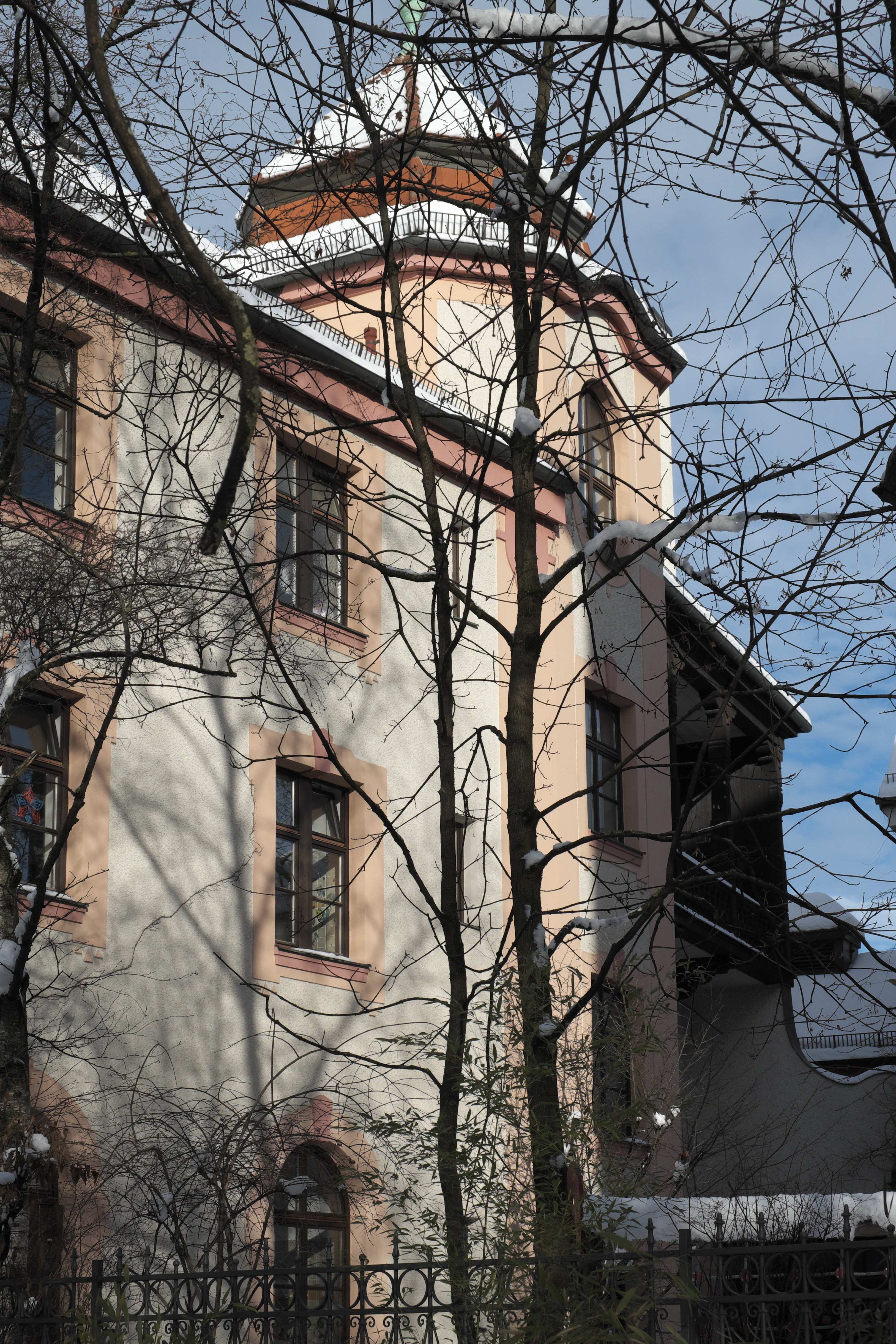
Seitenansicht des Hauses

Das Haus Kirchenstraße 9 ist ein denkmalgeschütztes Gebäude im Münchner Stadtteil Haidhausen.

## Geschichte
Der neubarocke Gruppenbau wurde 1894/95 nach Plänen des Architekten Carl Hocheder errichtet. Es diente unterschiedlichen Zwecken: 14. Bezirksinspektion, Feuerwehrhaus, und einem städtischen Wannen- und Brausebad. Eröffnet wurde das Bad im Dezember 1894. Bauzeitlich bestand die Anlage aus Keller- und Erdgeschoss. In zwei Obergeschossen über dem ehemaligen Wannenbad befand sich eine Wohnung für den Badediener und eine weitere Wohnung zur freien Vermietung. Die Baukosten betrugen 80000 Mark. Das Bad war in Abteilungen mit Wannen für je 7 Frauen und 8 Männer ausgestattet. Für männliche Besucher gab es 12 Brauseanlagen, während für Frauen nur eine Kabine zur Verfügung stand.
Heute befindet sich unter anderem ein Kindergarten in diesem großen Haus.